# David Bentley (Bischof)
David Edward Bentley (* 7. August 1935; † 4. März 2020 in Burton upon Trent) war ein britischer anglikanischer Theologe. Er war von 1993 bis 2003 Bischof der Diözese Gloucester in der Church of England.

## Leben
Bentley wurde als Sohn von William und Florence Bentley geboren. Er besuchte die Great Yarmouth Grammar School in der Grafschaft Norfolk. Er studierte an der University of Leeds. Dort erwarb er 1956 einen Bachelor of Arts im Fach Englisch. Seinen Militärdienst leistete er als Second Lieutenant im 5. Regiment der Royal Horse Artillery. Zur Vorbereitung auf sein Priesteramt studierte er Theologie am Westcott House Theological College in Cambridge. 1960 wurde er zum Diakon geweiht; 1961 folgte die Priesterweihe. Seine Priesterlaufbahn begann er von 1960 bis 1962 als Vikar (Curate) an der St Ambrose's Church im Stadtteil Whitehall in Bristol und von 1962 bis 1966 an der Holy Trinity Church with St Mary in Guildford. Anschließend war von 1966 bis 1973 Pfarrer (Rector) von Headley, in East Hampshire. Er war außerdem von 1973 bis 1986 Landdekan (Rural Dean) von Esher und ab 1986 Vorsteher (Warden) der Community of All Hallows in Ditchingham. 1986 wurde er zum Bischof geweiht. Von 1986 bis 1993 war er als „Bischof von Lynn“ Suffraganbischof in der Diözese Norwich der Church of England. 1993 wurde er, als Nachfolger des zurückgetretenen Bischofs Peter Ball, Bischof von Gloucester in der Church of England. Ende Dezember 2003 ging er in den Ruhestand. Sein Nachfolger als Bischof von Gloucester wurde Michael Francis Perham.
1962 heiratete er Clarice Lahmers. Aus der Ehe gingen vier Kinder hervor, zwei Söhne und zwei Töchter.

## Mitgliedschaft im House of Lords
Bentley gehörte in seiner Eigenschaft als Bischof von Gloucester von Januar 1998 bis Ende Dezember 2003 bis zu seinem Ruhestand als Bischof von Gloucester als Geistlicher Lord dem House of Lords an. 
Im Hansard sind insgesamt zwölf Wortbeiträge Bentleys aus den Jahren von 1998 bis 2003 dokumentiert. Seine Antrittsrede hielt er aim Rahmen einer Debatte über die Bildungspolitik in Großbritannien. Am 20. März 2003 meldete er sich während seiner Amtszeit im House of Lords im Rahmen einer Debatte zum Irak-Krieg mit einer kurzen Frage zuletzt zu Wort.